# Villa de Bellevue
La villa de Bellevue est une voie du 19e arrondissement de Paris, en France.

## Situation et accès
La villa de Bellevue est une voie publique située dans le 19e arrondissement de Paris. Elle débute au 32, rue de Mouzaïa et se termine au 15, rue de Bellevue.

## Origine du nom
Cette voie doit son nom à sa situation, sur une hauteur appelée autrefois « butte de Beauregard » d'où on a une vue très étendue sur Paris et sur la plaine Saint-Denis.

## Historique
Cette voie ouverte sous sa dénomination actuelle en 1889 est classée dans la voirie parisienne par un arrêté municipal du 1er mars 1990.

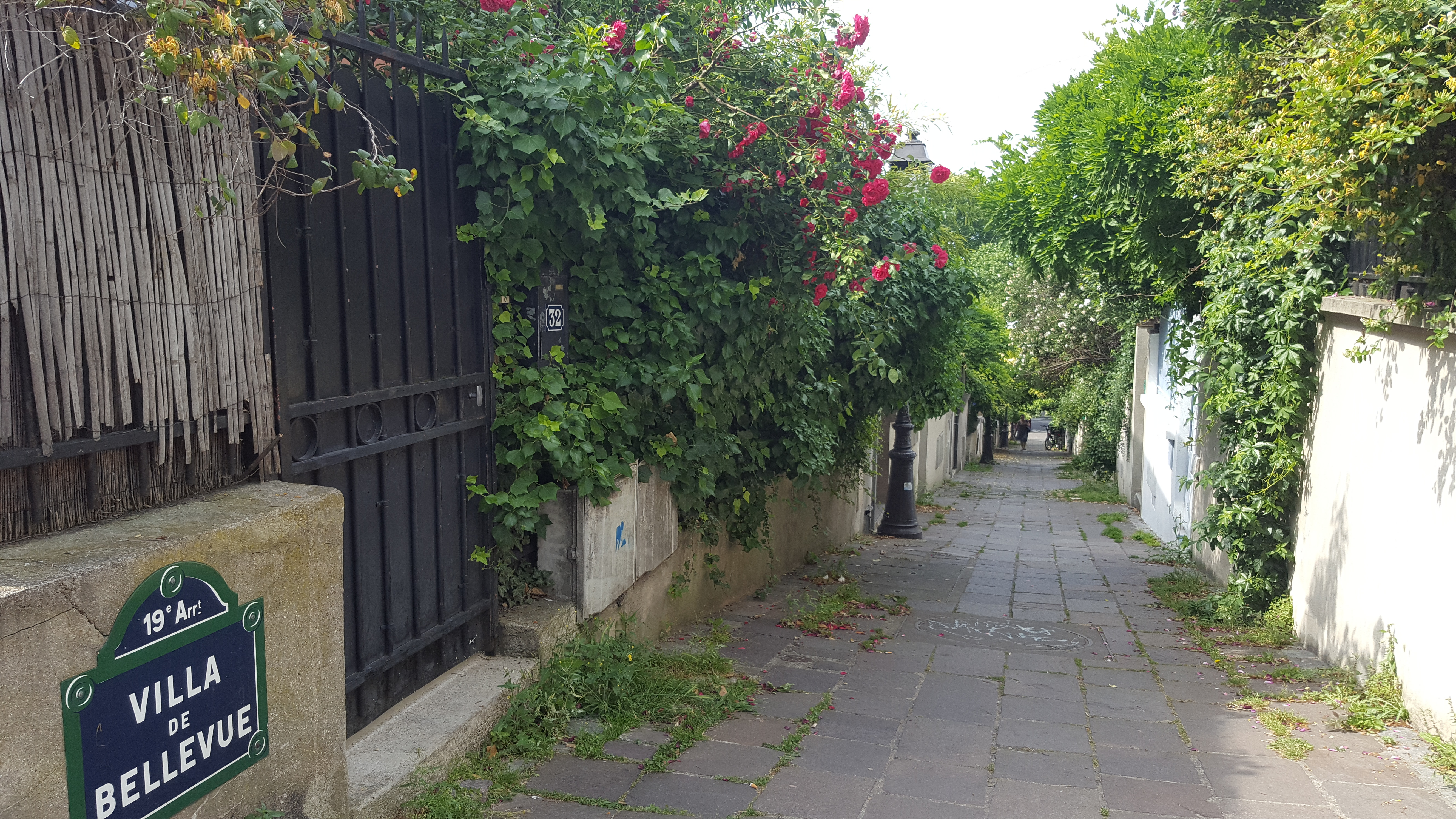
La villa de Bellevue vue depuis la rue de Bellevue.